# ロゼッタストーンラーニングセンター
ロゼッタストーンラーニングセンターは新宿、銀座、池袋、梅田、なんば、本町で、マンツーマン英会話、仏会話、また発音矯正コース・ハミングバードを展開する語学スクールである。2015年4月、同校を運営するディーンモルガン株式会社がロゼッタストーンと業務提携を発表し、ロゼッタストーンとしては日本初のスクール運営開始に至った。

## 沿革
- 2004 年4月 - マンツーマンとITに特化した語学スクール運営会社 ディーンモルガン株式会社設立[2]
- 2004年7月 - 東京ディーンモルガンアカデミー新宿校　オープン
- 2006年9月 - 大阪SALA英会話教室買収、完全子会社化 [3]
- 2008年4月 - 大阪SALA本町校　オープン
- 2008年9月 - 英語発音スクールハミングバードをディーンモルガン株式会社が運営開始
- 2011年4月 - 東京ディーンモルガンアカデミー・ハミングバード銀座校　オープン
- 2011年8月 - 大阪SALAなんば校　増床移転リニューアルオープン
- 2012年3月 - 東京ディーンモルガンアカデミー・ハミングバード池袋校　オープン
- 2015年4月 - ロゼッタストーン(Rosetta Stone Inc.)社と資本業務提携
- 2015年7月 - 梅田校リニューアルオープン　[4]

## 特徴
ロゼッタストーンのEラーニングシステムと、ディーンモルガン株式会社のパワーレビューシステムを駆使したマンツーマンレッスンをブレンドした、ブレンデッドラーニングを特徴とする。
また英語発音矯正に特化したハミングバードのレッスンも提供している。